# Mario Ramos
Mario José Ramos Duarte (Tegucigalpa, 25 de octubre de 1977) es un fotógrafo, productor de televisión y cineasta hondureño. Ha sido siete veces ganador del premio Emmy de la Academia Nacional de Artes y Ciencias de la Televisión. De su obra cinematográfica destacan su ópera prima «La Condesa», así como los cortometrajes «Vuelve con nosotros» (2016) y «Chocolate» (2017). También produjo y dirigió el documental «Brigade». Como fotógrafo, ha sido ganador del Premio José Martí otorgado por la Asociación Nacional de Publicaciones Hispanas en Estados Unidos.
Desde 2017 es columnista de la revista centroamericana (Casi) literal.

## Biográfica
Sus imágenes han ilustrado las portadas de múltiples libros y ha trabajado para medios e instituciones en los Estados Unidos tales como The Washington  Post/El tempo Latino, CBS Radio, American University y Univision. 
Ha impartido conferencias en diferentes partes de Latinoamérica, entre ellas «El arte de contar historias» en la Universidad del Valle de Atemajac UNIVA, Guadalajara, México; «Liderazgo y emprendimiento» en la Universidad Tecnológica Centroamericana UNITEC, Honduras; «Periodismo e igualdad de género» para Plan Internacional Honduras; «Rebélate, atrévete, sé diferente» para la organización internacional Glasswings, en México, República Dominicana, Centroamérica y Panamá; «Emprender con propósito» para el Tecnológico de Monterrey, México; y «Story Telling, al arte de contar historias» para Ogilvy Talks Latinoamericana.  
Mario Ramos ha sido Director de Producción para Univisión Washington, columnista para la revista de opinión (Casi) Literal y sus artículos y cuentos también han sido publicados en revistas y portales como Ágrafos y el periódico digital El Pulso. Una antología Casi Literal (2016-2019) es su segundo libro después de Framing Time, libro de fotografías publicado en 2012.
Actualmente es director y fundador de Cabezahueca Films, cofundador de Casasola Editores y cofundador de Ágrafos, revista de literatura, arte y política. A su vez, es Embajador Honorario de Plan Internacional Honduras.

## Distinciones
- Emmy® Winner (2021)
- Emmy® Winner (2021)
- Emmy® Winner (2020)
- Emmy® Winner (2019)
- Emmy® Winner (2018)
- Emmy® Winner (2016)
- Emmy® Winner (2015)

## Filmografía
| Año  | Título              | Nota                           |
| ---- | ------------------- | ------------------------------ |
| 2020 | La Condesa          | Film (Director)                |
| 2020 | Macbeth             | FIlm (Productor)               |
| 2017 | Chocolate           | Fashion Film (Director)        |
| 2016 | Brigade             | Documental (Guion y Dirección) |
| 2016 | Vuelve con Nosotros | Cortometraje (Director)        |